# 이종록
이종록은 대한민국 무형문화재 영제시조(嶺制時調) 예능보유자이다.

## 약력
- 영제시조 보존,전수원장
- 가곡,가사,시조 묵향원장
- 중요무형문화재 제30호 "가곡(歌曲)" 예능이수자.
- 중요무형문화재 제41호 "가사(歌詞)" 예능이수자.

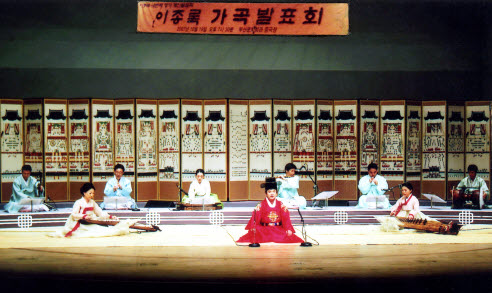
2007년, 이종록선생 가곡 발표회.

일반인들이 쉽게 접하기 어려운 영제시조(嶺制時調)를 다수 발표회 및 언론 출연을 통해 활발히 소개함. 영제시조 대중화에 기여

## 경력
- 전주대사습 심사위원
- 광주임방울국악제 심사위원
- 부산 미술대전 초대작가
- 서예대전 초대 작가

## 음반
- 2001. <이종록의 영제시조> 음반
  - 영국 대영박물관 소장품 지정
  - 미국 의회도서관 소장품 지정
  - 음반 국악박물관 소장품 지정

## 수상
- 제25회 전주대사습놀이 장원
- 대한시조협. 본부대회 대상부 1등(문화체육부장관상)